# Tradita a morte
Tradita a morte è un film italiano del 1997 diretto da Pasquale Fanetti.

## Trama
Emanuelle è una donna estremamente insoddisfatta del proprio matrimonio anche perché non ha mai avuto grande fortuna con gli uomini. Un giorno però riuscirà a trovare soddisfazione e appagamento tra le braccia di una donna.

## Distribuzione
Girato a cavallo degli Anni 1980 e Anni 1990 l'opera non è mai stata pubblicata sino al 1997, quando ottenne il divieto ai minori di 18 anni, per poi essere profondamente rimaneggiata nel 1998 in modo da ottenere il divieto solo al di sotto dei 14 anni . Questa è la versione pubblicata su DVD e con il titolo "Lady Emanuelle".